# Bert van Vlaanderen
Bert van Vlaanderen (Países Bajos, 25 de noviembre de 1964) fue un atleta neerlandés, especializado en la prueba de maratón en la que llegó a ser medallista de bronce mundial en 1993.

## Carrera deportiva
En el Mundial de Stuttgart 1993 ganó la medalla de bronce en la maratón, recorriendo los 42,195 km en un tiempo de 2:14:12 segundos, tras el estadounidense Mark Plaatjes y el namibio Luketz Swartbooi.